# Visoke
Der Visoke (auch: Bisoke oder Bisoko) ist ein Vulkan in Ruanda an der Grenze zur Demokratischen Republik Kongo. Er gehört zu den acht Virunga-Vulkanen und liegt ungefähr 35 km nordöstlich der kongolesischen Stadt Goma.

## Geologie und Geografie
Visoke entstand, wie alle Gipfel der Virunga-Kette, als Folge eines Grabenbruchs der Afrikanischen Platte (siehe Großer Afrikanischer Grabenbruch). Der Berg liegt sowohl im ruandischen Vulkan-Nationalpark wie auch im angrenzenden kongolesischen  Virunga-Nationalpark, hat eine Höhe von 3711 Metern und weist den größten Kratersee der Kette auf. Sein Gipfel ist häufig in Nebel gehüllt, seine steilen Flanken sind mit dichtem Bergregenwald und alpinen Wiesen bedeckt.

## Tourismus
Das Betreiben von Land- und Forstwirtschaft in den Nationalparks ist untersagt und steht unter Strafe. Die Hänge der  Virunga-Vulkane sind der natürliche Lebensraum der letzten, in ihrem Bestand stark gefährdeten Berggorillas. Zwischen dem Visoke und dem 
Karisimbi lag das 1967 von Dian Fossey gegründete Karisoke Research Center, von dem aus sie ihre Forschungen betrieb.
Das Gebiet stellt ein beliebtes Ziel für Bergsteiger sowie für die an den Berggorillas interessierten Touristen dar. Der Gipfel kann innerhalb eines Tages von der ruandischen Seite aus erreicht werden. Die ruandische Tourismusbehörde bietet zweitägige Exkursionen an, Ausgangspunkt ist meist die nahe gelegene Stadt Ruhengeri. Der Aufstieg ist steil und vornehmlich während der Trockenzeit zu empfehlen.
Der Tourismus kam zu Zeiten des ruandischen Bürgerkriegs (1990–1993) und des anschließenden Genozids (1994) (siehe Völkermord in Ruanda) zum Erliegen. Hinzu kamen Unruhen in Burundi und der DR Kongo. Die andauernden Kämpfe und die Migration von Flüchtlingen hatten nachhaltige ökologische Schäden in der Region zur Folge (insbesondere Entwaldung und Wilderei), unter anderem am Lebensraum der Gorillas. 
2009 hatte sich die Lage stabilisiert und Touristen kehrten in die Gegend zurück.